# 泣いてもいいか
「泣いてもいいか」（ないてもいいか）は、1992年4月25日に発売されたやしきたかじん19枚目のシングル。

## 解説
前作から2年振り、ポリスター移籍後第1弾のシングル。初の森雪之丞からの提供作品。歌詞は男の立場で歌っており、女歌が多いたかじんにとって珍しいシングル。同年9月に同名のアルバムが発売された。

## 収録曲
1. 泣いてもいいか [05:09]
作詞：森雪之丞／作曲：都志見隆／編曲：平野たかよし
2. いっぱいの酒 [04:46]
作詞・作曲：伊藤薫／編曲：富田素弘
3. 泣いてもいいか（オリジナル・カラオケ）
4. いっぱいの酒（オリジナル・カラオケ）